# BTR-70
BTR-70 – radziecki transporter opancerzony z wieżą od BRDM-2.

## Historia
W 1959 roku do uzbrojenia wprowadzono transporter opancerzony BTR-60P. W 1966 roku powstała finalna wersja tego wozu oznaczona BTR-60PB. W następnych latach rozpoczęto projektowanie nowego kołowego bwp oznaczonego jako GAZ-50. Był on wyposażony w wieżę identyczną jak BMP-1 i BMD-1.
Prototyp GAZa-50 był gotowy w 1970 roku. Testy wykazały, że GAZ-50 jest konstrukcją pod każdym względem doskonalszą od BTR-60, ale całkowite zastąpienie kołowych transporterów opancerzonych kołowymi bojowymi wozami piechoty (tak jak to się stało w przypadku pojazdów gąsienicowych) przekraczało możliwości radzieckiej gospodarki. Podstawową przyczyną wysokiej ceny GAZa-50 była skomplikowana wieża mieszcząca armatę 73 mm, jej automat ładowania, karabin maszynowy i wyrzutnię ppk. Dlatego postanowiono zintegrować wieżę BTR-60PB z kadłubem GAZa-50. Powstały w ten sposób pojazd otrzymał oznaczenie fabryczne GAZ-4905, a po przyjęciu do uzbrojenia w 1972 roku nazwę BTR-70.
Produkcję seryjną nowego wozu uruchomiono w 1976 roku. W następnych latach BTR-70 zaczął wypierać BTR-60 z jednostek piechoty zmotoryzowanej.
BTR-70 swój chrzest bojowy przeszedł podczas wojny w Afganistanie. Pojazd był oceniany znacznie wyżej niż BTR-60, ale były też uwagi krytyczne. Za największe wady uznawano skomplikowany układ napędowy, małe rozmiary włazów utrudniające opuszczanie wozu i niski kąt podniesienia uzbrojenia utrudniający zwalczanie celów położonych na stokach gór. W efekcie pod koniec lat 70. zaczęto wyposażać BTR-70 w nowe wieże o zwiększonym do +60° kącie podniesienia uzbrojenia, a od 1984 roku BTR-70 był uzupełniany przez nowy BTR-80.
BTR-70 nadal pozostaje na uzbrojeniu państw powstałych po rozpadzie ZSRR.
BTR-70 oraz BTR-70M zostały użyte podczas Inwazji Rosji na Ukrainę. Do tej pory wizualnie naliczono 5 zniszczonych pojazdów oraz 2 przejęte przez Siły Zbrojne Ukrainy.

## Wersje
- BTR-70 – transporter opancerzony. Wersja podstawowa.
- BTR-70A, BTR-70W (oznaczenia nieoficjalne) – transporter opancerzony wyposażony w wieżę o zwiększonym kącie podniesienia uzbrojenia.
- BTR-70-AGS – wersja ze zdemontowaną wieżą i umocowanym w jej miejscu granatnikiem automatycznym AGS-17.
- BTR-70K – wóz dowodzenia. W przedziale desantowym umieszczono stanowiska do pracy na mapach, radiostację R-123M, radiolokacyjne urządzenie odzewowe, aparaturę nawigacyjną TNA-3 i dwie przenośne radiostacje R-107M. Załoga pojazdu składała się z 3 żołnierzy oraz 4 oficerów sztabowych.
- BTR-70Ch – wóz rozpoznania skażeń. Wyposażony w układ rozpoznania skażeń promieniotwórczych i chemicznych typu GO-27.
- BTR-70MS – wóz łączności. Wyposażony w dodatkowe radiostacje, łącznice telefoniczną i agregat prądotwórczy.
- SPR-2 – opancerzony transporter rozpoznawczy. Wyposażony w radar obserwacji pola walki.
- BTR-70BREM – wóz pomocy technicznej. Wyposażony w wyciągarkę, dźwig, komplet narzędzi i części zamiennych umożliwiający polowe naprawy transporterów BTR-70.
- BTR-70DI (BTR-7) – ukraińska modernizacja BTR-70.
- BTR-70M – zmodernizowany wóz wyposażony w pojedynczy silnik KAMAZ-740.3 z nowym układem przeniesienia napędu[2].
- BTR-70MB1 – białoruska modernizacja opracowana przez 140. Zakład Remontowy z Borysowa[3][4].
- TAB-77 – rumuńska wersja licencyjna.